# Brookside (Ohio)
Brookside es una villa ubicada en el condado de Belmont en el estado estadounidense de Ohio. En el Censo de 2010 tenía una población de 632 habitantes y una densidad poblacional de 1.386,46 personas por km².

## Geografía
Brookside se encuentra ubicada en las coordenadas 40°4′15″N 80°45′39″O / 40.07083, -80.76083. Según la Oficina del Censo de los Estados Unidos, Brookside tiene una superficie total de 0.46 km², de la cual 0.45 km² corresponden a tierra firme y (1.7%) 0.01 km² es agua.

## Demografía
Según el censo de 2010, había 632 personas residiendo en Brookside. La densidad de población era de 1.386,46 hab./km². De los 632 habitantes, Brookside estaba compuesto por el 96.2% blancos, el 1.9% eran afroamericanos, el 0.47% eran amerindios, el 0% eran asiáticos, el 0% eran isleños del Pacífico, el 0.16% eran de otras razas y el 1.27% pertenecían a dos o más razas. Del total de la población el 0.32% eran hispanos o latinos de cualquier raza.